# 江崎マサル
江崎 マサル（エザキマサル卍、1966年2月10日 - 2021年8月31日）は、日本の音楽プロデューサー、作詞家、作曲家、編曲家、シンガーソングライター。hy4_4yh（ハイパーヨーヨ）のプロデューサーでザ・レーベル、YAVAY RECORDS代表。本名は江﨑 博洋（えざき ひろみ）。

## 経歴
1966年、静岡県に生まれた。実家は藤枝江﨑新聞店であり、祖父は江崎浮山、父は江崎友次郎、兄は江﨑晴城である。
1990年初頭、「加藤永二」の芸名での俳優業を経て、葉加瀬太郎プロデュースのもとロックバンド「ストロボ ローディーズ」を結成。のち住友紀人プロデュースでソロデビュー。
その後ビジュアル系バンド「Λucifer（リュシフェル）」のリズム隊とオルタナバンド「AMIDA」を結成。そしてKONAMI pop'n musicアーティスト「すわひでお」とコミックバンドユニット「すわマサル」を結成。
またAKB48、織田裕二、日本エレキテル連合など数多くのシンガーに楽曲提供しつつ、舞台音楽やゲーム音楽、CM作家としても活動。
近年では音楽レーベル「ザ・レーベル」「YAVAY RECORDS」を立ち上げ、2005年からはRHYMESTERの弟子であるガールズ・ヒップホップユニット「hy4_4yh（ハイパーヨーヨ）」の総合プロデューサーとして活躍。
2021年8月21日、「hy4_4yh」メンバーのyukarinの新型コロナウイルス陽性が判明。この時点の検査では江崎は陰性だったが、24日に同じくメンバーのchanchalaの陽性が確認され、28日に2回目の検査を受けたところ江崎も陽性と判定された。この間、24日のTBSラジオのアフター6ジャンクションに、感染のため番組にライブ出演ができなかったhy4_4yhの代わりに電話で出演している。
軽症だったため、江崎本人の希望で静岡県の自宅での療養を選択。31日まで保健所の健康観察に対して返答していたが、同日の夕方よりメッセージに既読がつかなくなる。9月1日に家族が江崎宅を訪れたところ、倒れている江崎が発見された。8月31日の夕刻が死亡推定時刻とされた。55歳没。基礎疾患はなくワクチンは未接種だった。
訃報が事務所から公式に発表されたのは、荼毘に付される直前の9月6日の午後だった。
2021年12月10日、新宿ロフトプラスワンで「エザキマサル卍大感謝祭〜いままでもありがとう！これからもありがとう！〜」がhy4_4yhを中心に、日本エレキテル連合など生前江崎と縁のあった人の出演で開催された。

## 作品
配信シングル
| #  | タイトル       | 発売日        | 備考 |
| -- | -------------- | ------------- | ---- |
| 01 | LOVE GENOME    | 2021年4月28日 | 0    |
| 02 | そのWAY→その上 | 2021年5月19日 | 0    |
| 03 | 1991 NICE!     | 2021年7月7日  | 0    |

## 主な楽曲提供
- AKB48（作曲）：青春ガールズ[10]、Warning[11]
- 渡り廊下走り隊7（作曲）：猿のシンバル[12]
- 織田裕二（歌詞）
- hy4_4yh（ハイパーヨーヨ）（作詞・作曲）
- 日本エレキテル連合（作詞・作曲）
- 大城バネサ（作詞・作曲）
- アンジェリーク（作曲）
- Seattle Reese’s（作詞・作曲）
- ゲーム音楽「妖鬼姫伝〜あやかし幻灯話」（作詞・作曲）
- 舞台音楽「bambino」（作曲）

## 出演
映画
- ゴト師株式会社 悪徳ホールをぶっ潰せ!（1993年5月8日、パル企画） - マサル 役 ※加藤永二名義
  - ゴト師株式会社Ⅱ ゴト師 VS ゴト師（1994年1月4日）
  - ゴト師株式会社Ⅲ（1994年12月3日）
- 麗霆゛子 レディース!!（1994年9月4日、パル企画） - 田尾正希 役 ※加藤永二名義